# HD 188158
HD 188158，又名CD-3314560，SAO 211653、HR 7585，是一颗恒星，视星等为6.46，位于銀經7.66，銀緯-26.95，其B1900.0坐标为赤經19h 48m 40.6s，赤緯-33° -26.95′ 27″。